# Il lupo della Sila
Il lupo della Sila è un film del 1949 diretto da Duilio Coletti.

## Trama
Pietro ama segretamente Orsola. Quando viene ucciso un uomo con il quale aveva avuto una lite, i sospetti ricadono su di lui che, pur di non compromettere la sua amata, rinuncia all'alibi venendo arrestato. 
La madre di Pietro, sapendo la verità, si appella a Orsola che però è frenata dal fratello Rocco, personaggio molto influente, vedovo con un figlio, che contrastava la relazione della sorella e che bada alla reputazione della sua famiglia.
Nel trasferimento in carcere Pietro fugge e, con l'intento di nascondersi nella Sila, passa a casa per prendere armi e munizioni ma è braccato dalla polizia. La madre vorrebbe che si arrendesse ma lui si ribella e viene ucciso. La madre non regge il dolore e muore anche lei, tutto sotto gli occhi della piccola Rosaria, sorella di Pietro.
Molti anni più tardi, Rosaria, che è diventata una bellissima ragazza e ha cambiato cognome, si fa assumere proprio in casa di Rocco. Questi vive sempre con la sorella, mai ripresasi dalla perdita dell'amato Pietro, mentre il figlio Salvatore studia in città e torna a casa saltuariamente.
Rosaria, ben voluta da Orsola, esercita abilmente il proprio fascino prima sul figlio e poi sul padre. Quest'ultimo decide addirittura di sposarla. Quando Salvatore torna e apprende la notizia, vorrebbe ribellarsi al padre ma poi, confrontatosi con Rosaria, pianifica con lei una fuga.
Rifugiatisi nella casa abbandonata nei pressi del lago, dove crebbe la piccola Rosaria, i due non sono in salvo in quanto il fiuto di Lupo, il cane di Rocco, permetterà a questi di raggiungerli. A un passo dall'aver completato la sua vendetta, Rosaria si pente, accorgendosi di provare realmente dei sentimenti nei confronti di Salvatore e cerca allora di fuggire con lui. Ma è troppo tardi, sono già sotto la mira del fucile di Rocco, deciso a fermare i due amanti con tutti i mezzi. Uno sparo fatale però lo colpisce. Orsola lo ha seguito e gli ha impedito di rovinare anche questa storia d'amore.

## Produzione
Il film venne interamente girato nei luoghi in cui è ambientato, in vari comuni della Sila e principalmente a San Giovanni in Fiore.